# King Edward Point
King Edward Point ist heute der Verwaltungssitz des britischen Überseegebietes Südgeorgien und die Südlichen Sandwichinseln und liegt auf einer Landzunge auf der subantarktischen Insel Südgeorgien, auf der sich eine gleichnamige Forschungsstation befindet.

## Lage
King Edward Point befindet sich bei 54° 17′ S, 36° 30′ W an der Nordküste Südgeorgiens 900 Meter östlich (670 Meter Luftlinie) der ehemaligen Walfängersiedlung Grytviken in der King Edward Cove, einem Seitenarm der Cumberland East Bay. Die auf felsigem Untergrund errichteten Gebäude der Forschungsstation liegen etwa drei Meter über dem Meeresspiegel.

## Bevölkerung
In King Edward Point leben zwei entsandte Regierungsbeamte mit Ehepartnern, bis zu 44 Forscher und Mitarbeiter des British Antarctic Survey (BAS) sowie im Sommer bis zu vier Museumsangestellte des etwa einen Kilometer entfernten Südgeorgien-Museums in Grytviken. Zu den Aufgaben der Regierungsbeamten gehört das Amt des Hafenkapitäns, die Aufsicht über Grenzkontrolle und Zoll, Fischereiwesen und Tourismus.

## Geschichte
Das Gebiet wurde von der Schwedischen Antarktisexpedition von 1901 bis 1903 unter Otto Nordenskjöld erkundet. Es wurde um 1906 nach dem britischen König Edward VII. benannt und ist seit 1909 die Residenz eines britischen Magistrats, der die Insel verwaltet.

### Forschungsstation
Aufgrund der stark ansteigenden Walfangaktivitäten ließ die britische Regierung 1925 das Discovery House errichten, um zu erforschen, wie dem Überfischen entgegengewirkt werden könnte. Zusätzlich wurden Studien über die örtlichen Vogel- und Robbenvorkommen erstellt. Am 1. Januar 1950 übernahm die Falkland Islands Dependencies Survey (FIDS) für zunächst zwei Jahre die Forschungsstation. Ab dem 13. November 1969 nahm die inzwischen in British Antarctic Survey (BAS) umbenannte FIDS die Arbeit wieder auf. Am 3. April 1982 wurde sie im Falklandkrieg von den die Insel besetzenden argentinischen Truppen geschlossen und war anschließend beinahe 20 Jahre verwaist. Seit dem 22. März 2001 arbeiten im Sommer bis zu 44, im Winter durchschnittlich 12 Forscher der BAS in King Edward Point.
In zwei einstöckigen Gebäuden, dem James Cook Laboratory und dem Everson House, befinden sich moderne Laboratorien, in denen Fischereiforschung betrieben wird.